# Jorge Icaza
Jorge Icaza (ur. 10 lipca 1906 w Quito, zm. 26 maja 1978 tamże) – pisarz ekwadorski, podejmujący w swej twórczości tematykę społeczno-rasowych konfliktów i wyzysku indiańskich robotników rolnych. Autor Huasipungo (1934) i Huairapamahuskas (1948).

## Życiorys
Początkowo pisał dla teatru, jednak w 1933 jego twórczość została objęta cenzurą. W związku z tym zajął się powieściopisarstwem, przedstawiającym głównie ucisk tubylczych robotników przez białych właścicieli ziemskich. Jego książka Huasipungo z 1934 spotkała się z oburzeniem wyższych warstw społecznych i uznana za lewicową propagandę, jednak krytycy uznali ją za arcydzieło realizmu. W tym samym roku ukazała się jego powieść En las calles (Na ulicach), w 1942 Media vida deslumbrados (Pół życia zdumiony), w 1948 Huairapamahuskas, w 1954 Seis veces la muerte (Sześć razy martwy), a w 1958 El chulla Romero y Flores (Samotnik Romero y Flores). Po 1973 pełnił funkcję ambasadora Ekwadoru w Peru] i ZSRR.